# Khanato di Maragheh
Il khanato di Maragheh è stato un khanato del XVII-XIX secolo con sede a Maragheh. Il khanato è conosciuto come uno dei khanati situati nell'Azerbaigian storico, divenuto per più di cento anni semi-indipendente dalla madrepatria iraniana. La dinastia Mükeddem al potere proveniva dal clan turco dei Javanshir. Tramite matrimoni erano imparentati con la dinastia Qajar. Dopo l'abolizione del khanato nel 1925 da parte di Reza Shah Pahlavi, i membri della dinastia furono espulsi ed esiliatiin Azerbaigian e in Turchia. I discendenti della dinastia vivono attualmente in vari paesi e prendono i cognomi di Mükeddem, Mükeddem-Marağayi, Etimadi-Mükeddam e altri.

## Governanti
- Aliqulu xan Muqaddam (Fondatore del Khanato di Maragheh)
- Haji Alimohammad Khan Muqaddam
- Ahmad Khan Muqaddam
- Jafarqulu xan Muqaddam
- Mirza Hossein Khan
- Haji Ali Khan (1807-1867)
- Mohammad Hassan Khan Muqaddam (1843-1896)
- Samed Khan Shucaeddovle (1852-1914)
- Iskender Khan Sardar Nasser Muqaddam